# Олимп (фестиваль)
Фестиваль «Олимп» (греч. Φεστιβάλ Ολύμπου) — ежегодный фестиваль музыки и театрального искусства, который проходит летом в муниципалитете Дион, (Пиерия, (Греция)), при поддержке Министерства культуры Греции и муниципалитета Дион.
Впервые фестиваль прошёл в 1972 году как Праздник Муз. За почти сорокалетнюю историю фестиваля в нём приняли участие известные греческие деятели искусств, среди которых: Мария Фарандури, Мариос Франгулис, Георгиос Даларас, Нана Мускури, Анна Синодину, Тимиос Каракацанис, Димитриос Митропанос и др.
Основными площадками фестиваля на современном этапе являются древнегреческий театр Диона, замок Платамон, Центр средиземноморской мозаики Диона, Археологический парк Либетры, а также Церковь успение Богородицы в Контариотисса.